# Лауфен (Швейцария)
Лауфен (нем. Laufen BL) — коммуна в Швейцарии, окружной центр, находится в кантоне Базель-Ланд.
Входит в состав округа Лауфен. Население составляет 5172 человека (на 31 марта 2008 года). Официальный код — 2787.

## История
Впервые селение упомянуто в 1141 году как Лоуфен, впоследствии было известно под французским вариантом названия Лауфон. Город Лауфен основал епископ Базельский Петер Райх фон Райхенштайн.
В 1852 году старая часть города в пределах городских стен была объединена с разросшимся поселением вокруг стен, а в XX веке в состав города вошли также поселения по обоим берегам реки Брис, сформировав современный облик города.